# Koszmosz–326
Koszmosz–326 (oroszul: Космос 326) Koszmosz műhold, a szovjet műszeres műhold-sorozat tagja. Első generációs Zenyit–2 felderítő műhold.

## Küldetés
Meghatározott űrkutatási és katonai programot hajtott végre. Kialakított pályasíkja mentén fototechnikai felderítést, műszereivel atomkísérletek ellenőrzését végezte. Technikai eszközeivel meteorológiai előrejelzést elősegítő fotófelvételeket is készített.

## Jellemzői
Az OKB–1 központi tervezőirodában kifejlesztett, ellenőrzése alatt gyártott műhold. A Zenyit–2 (oroszul: Зенит-2) GRAU-kódja (11F61) ember szállítására kifejlesztett űreszköz, hasznos terében helyezték el a műszereket.  Üzemeltetője a moszkvai Védelmi Minisztérium (Министерство обороны – MO).
Megnevezései: Koszmosz–326; Космос 326; COSPAR: 1970-018A; Kódszáma: 4346.
1970. március 13-án a Pleszeck űrrepülőtérről, az LC–43/4 (LC–Launch Complex) jelű indítóállványról egy Voszhod (11A57) típusú hordozórakétával juttatták alacsony Föld körüli pályára (LEO = Low-Earth Orbit). Az orbitális egység pályája 88,90 perces, 81,3 fokos hajlásszögű, elliptikus pálya perigeuma 208 kilométer, apogeuma 232 kilométer volt.
Hasznos tömege 4730 kilogramm. A sorozat felépítését, szerkezetét, alapvető fedélzeti rendszereit tekintve egységesített, szabványosított tudományos-kutató űreszköz. Áramforrása kémiai akkumulátor, szolgálati élettartama 12 nap. A visszatérő modul 3100 kilogramm, átmérője 2.3 méter, térfogata 5.2 köbméter. Itt helyezték el a kamerákat (fényképezőgépeket). Fotóberendezése Ftor-4 (oroszul: Фтор-4) nagy pontosságú (3000 milliméter/3-5 méter közötti felbontású) képeket készített. A filmek több ezer kép befogadására voltak alkalmasak. Felderítési feladatán túl, a 81 fokos hajlásszögű pályaelem lehetővé tette az Északi-sark jégtakaró változásainak ellenőrzését. Fényképein keresztül tanulmányozni lehetett a jégtakaró olvadását, a jégmezők- jéghegyek mozgását, a sarki tengereken való navigációs (katonai mozgás, polgári szállítások) körülményeket. Nyolc napos szolgálat után műszertartályukat földi parancsra visszatérítették.
1970. március 21-én 8, napos (0,02 év) szolgálati idő után, földi parancsra belépett a légkörbe és hagyományos – ejtőernyős leereszkedés – módon visszatért a Földre.